# Eolagurus
Eolagurus é um gênero de roedores da família Cricetidae.

## Espécies
- Eolagurus luteus (Eversmann, 1840)
- Eolagurus przewalskii (Büchner, 1889)